# 강기권
강기권(康起權, 1945년 1월 25일 ~ )은 대한민국의 정치인이다. 전직 남제주군수이다. 본적은 남제주군 성산읍이다.

## 학력
- 성산수산고등학교 졸업
- 제주산업정보대학교 자치행정학과 전문학사 졸업

## 경력
- 제주도 남제주군 자치행정담당관
- 제주도 남제주군 남원읍 부읍장
- 제주도 남제주군 재무과장
- 제주도 남제주군 새마을과장
- 1998.09 ~ 1999.08 제주도 남제주군 부군수
- 1999.10 ~ 2006.05 제36대·제37대 제주도 남제주군 군수
- 2011.03 ~ 2014.09 제7대 제주국제컨벤션센터 대표이사 사장

## 역대 선거 결과
|  | 46.3% |

|  | 100.00% |

| 전임 황대정 | 제17대 제주도 남제주군 부군수 1998년 9월 14일 ~ 1999년 8월 29일 | 후임 호대춘 |

| 전임 강태훈 | 제주도 남제주군수 권한대행 1999년 8월 20일 ~ 1999년 8월 29일 | 후임 (권한대행)호대춘 |

| 전임 강태훈 (권한대행)강기권 (권한대행)호대춘 | 제36·37대 제주도 남제주군수(민선) 1999년 10월 9일 ~ 2006년 5월 17일 | 후임 (권한대행)고여호 (서귀포시에 통합)이영두 |